# Lagoa do Caconde
Lagoa do Caconde é uma lagoa brasileira localizada no município de Osório, no estado do Rio Grande do Sul.